# Мессьє 90
Мессьє 90 (М90, інше позначення —NGC 4569) — галактика в сузір'ї Діви, розташована приблизно 60 мільйонів світлових років від нас і належить до скупченню Діви.
Об'єкт включений в атлас пекулярних галактик.

## Відкриття
Галактика була відкрита Шарлем Мессьє 18 березня 1781 року.

## Цікаві характеристики
На відміну від більшості галактик, спектр M90 має фіолетовий зсув, який вказує на те, що вона наближається до нас.
У M90 є супутник — неправильна галактика IC 3583.

## Навігатори
| ◄ NGC 4565 \| NGC 4566 \| NGC 4567 \| NGC 4568 \| NGC 4569 \| NGC4570 \| NGC 4571 \| NGC 4572 \| NGC 4573 ► |

Координати:  12г 36м 49.8с, +13° 09′ 46″